# Football Club Naters
Le Fussball Club Naters, appelé communément FC Naters, est un club de football de la ville de Naters en Suisse.
Le club évolue lors de la saison 1995-1996 en Ligue Nationale B (deuxième division). il s'agit de son unique passage en deuxième division.
Lors de la saison 2021-2022, le club évolue en 1re ligue, la quatrième division helvétique.